# Hiéroglyphe égyptien H1
Le hiéroglyphe égyptien H1 (tête de canard) est classifiée dans la section H « Parties d'oiseaux » de la liste de Gardiner ; cet hiéroglyphe y est noté H1. 

## Représentation
Il représente une tête de canard pilet (Anas acuta).
Il est translittéré ȝpdw.

## Utilisation
| A | p · d | G39 | Z2 |

| A | p · d | G39 | Z2 |

| w | S · n | H1 · D40 |

| w | S · n | H1 · D40 |

| H2 |

| H2 |

quand l'aigrette est absente.